# ألكسندر كرونرود
ألكسندر سيميونوفيتش كرونرود (بالروسية: Алекса́ндр Семёнович Кронро́д؛22 أكتوبر 1921 - 6 أكتوبر 1986) كان عالم رياضيات وعالم كمبيوتر سوفيتي، اشتهر بصيغة غاوس-كرونرود التربيعية التي نشرها في عام 1964. وفي وقت سابق، عمل على الحلول الحسابية. المشاكل الناشئة في الفيزياء النظرية. وهو معروف أيضًا بمساهماته في الاقتصاد، وتحديدًا لاقتراح التصحيحات وحساب تكوين الأسعار في الاتحاد السوفيتي.
في وقت لاحق، أعطى كرونرود ثروته وحياته للطب لرعاية مرضى السرطان في مراحله النهائية. يُذكر كرونرود بسبب شخصيته الجذابة وكان موضع إعجاب كطالب ومعلم وقائد
وهو مؤلف العديد من الكتب المشهورة، بما في ذلك "العقد وأوزان صيغ التربيع. جداول ذات ستة عشر مكانًا" و"محادثات حول البرمجة". كتب كاتب سيرة أن كرونرود قدم أفكارًا "في اليسار واليمين، وهو مقتنع بصدق تام بأن حق التأليف يعود إلى الشخص الذي ينفذ هذه الأفكار".

## الحياة والتعليم
ولد كرونرود في موسكو وفي عام 1938 التحق بقسم الميكانيكا والرياضيات في جامعة موسكو الحكومية. قام بأول عمل رياضي مستقل له عندما كان طالبًا جديدًا مع البروفيسور ألكسندر جيلفوند.
تم تكريم كرونرود كطالب بالجائزة الأولى من جمعية موسكو للرياضيات وكان الشخص الوحيد الذي فاز بالجائزة مرتين. خلال الحرب العالمية الثانية تم رفضه للخدمة العسكرية لأنه في ذلك الوقت كان طلاب مستوى الدراسات العليا معفيين. لقد ساعدوا بالفعل في بناء الخنادق حول موسكو، وعندما عاد، أعاد كرونرود تقديم الطلب وتم قبوله. خدم مرتين وأصيب مرتين. حصل على عدة أوسمة منها وسام النجمة الحمراء. أما الإصابة الثانية عام 1943 فأدخلته المستشفى لمدة عام وخرج من الجيش عام 1944. هذه الإصابة جعلته معاقًا مدى الحياة. كان كرونرود متزوجًا وفي هذا الوقت تقريبًا ولد ابنه. خلال السنوات الأربع التالية واصل دراسته في الجامعة، وعمل في نفس الوقت في معهد كورشاتوف للطاقة الذرية. هناك اختار ترك الرياضيات البحتة ومتابعة الرياضيات الحسابية. في سنته الجامعية الأخيرة، درس كرونرود مع نيكولاي لوزين مدرس العديد من خيرة علماء الاتحاد السوفيتي.
كان كرونرود وجورجي أديلسون-فيلسكي زملاء وآخر طلاب لوزين. مثل معلمه، قاد كرونرود سلسلة من الندوات التكميلية لطلاب الرياضيات الأصغر سنًا. وعلى غير العادة في ذلك الوقت، بدلًا من أن يقوم الطلاب فقط بالإبلاغ عن محتوى الدورات، جعل كرونرود طلابه يقومون بتمارين تدريبية، وحتى إثبات النظريات الأساسية بأنفسهم. أدى الإعداد المطلوب لذلك إلى تقليل أعداد المشاركين، لكن أولئك الذين بقوا، بما في ذلك روبرت مينلوس وأناتولي فيتوشكين، حصلوا على فائدة كبيرة. وصفه فيتوشكين بأنه "ذكي وودود".
بناءً على طلبه، أطلق طلابه على كرونرود لقب "ساشا" ببساطة. وكان يعتبر متميزًا في مجاله. اجتمعت دائرة كرونود بين عامي 1946 و1953. وكان منصب كرونود رسميًا في معهد الفيزياء، مما يعني أنه كان على طلابه التسجيل مع مستشارين آخرين، وهو ما يفسر تراجع الدائرة إلى سلسلة من الاجتماعات الودية. عندما دافع عن أطروحته في عام 1949، تجاوزت لجنته التي تضم مستيسلاف كيلديش وأندريه كولموغوروف وديمتري مينشوف درجة مرشح العلوم ومنحته درجة دكتوراه في العلوم في العلوم الفيزيائية والرياضية. قام كرونرود بالتدريس في معهد موسكو التربوي 
. كان إيفجيني لانديس طالبًا ومتعاونًا مبكرًا وأحد كتاب سيرته الذاتية. خلال الستينيات عمل على تعليم الرياضيات في المدارس الثانوية من خلال تنظيم الدورات وطرق التدريس.

## علم الكمبيوتر
لعب كرونود دورًا مهمًا في بناء أول حاسوب روسي كبير،(Relay Computer RVM-1) ،وتعاون كرونود مع علماء الفيزياء، ومن بينهم إسحاق بوميرانشوك وليف لانداو. لتزويد الفيزياء النظرية بالحلول العددية، حصل على جائزة ستالين ووسام الراية الحمراء للعمل. في عام 1955، استخدم لأول مرة جهاز كمبيوتر إلكتروني في مختبر كرزيجانوفسكي التابع لمعهد الطاقة التابع لأكاديمية العلوم في الاتحاد السوفيتي، والذي سمي فيما بعد بمعهد آلات التحكم الإلكترونية. أدار قسم الرياضيات في ITEP. وكان بإمكانهم تجاوز النتائج التي تم تحقيقها خارج الاتحاد السوفيتي بآلات أسرع بكثير، في حالة CERN في جنيف، أسرع بخمسمائة مرة. تم تحليل طلبات الحساب وحلها أحيانًا بوسائل أخرى. تمت صيانة المعدات ولم تكن هناك أي أعطال تقريبًا في الأجهزة. تنص إحدى السياسات على ضرورة إعادة فحص البرامج المنتهية إذا تم تشغيلها لأكثر من عشر دقائق.

## الذكاء الاصطناعي
كان لدى كرونرود اهتمامًا عميقًا بالذكاء الاصطناعي المعروف في الاتحاد السوفيتي في ذلك الوقت بالبرمجة الإرشادية. وهو معروف بقوله: "الشطرنج هو ذبابة الفاكهة في الذكاء الاصطناعي". هذا الاقتباس يتصدر الجزء العلوي من الصفحة الرئيسية للشطرنج "الألعاب والألغاز" للجمعية الأمريكية للذكاء الاصطناعي.
في عام 1965، تحدى ITEP وفي 1966-1967 هزم برنامج الشطرنج الأمريكي Kotok-McCarthy. كان من بين المطورين Adelson-Velsky الذي استخدم خوارزمية البحث العدائية الخاصة بـ ألكسندر برندو و"مخطط البحث العودي العام" بواسطة الكسندر كرونرود . وقد نصحهم أستاذ الشطرنج الروسي أ.ر. بيتمان وبطل العالم ميخائيل بوتفينيك فيما كان أول اختبار لقوة شانون الغاشمة مقابل البحث الانتقائي.
جاءت مشاركة كرونرود بتكلفة باهظة. اشتكى مستخدمو الفيزياء في ITEP، معتقدين أن المختبر كان يستخدم للعب الألعاب، عندما كان القسم يكتب لعبة الورق Crazy Eights والشطرنج في محاولة لتعليم الآلة كيفية التفكير.

## الطب
قرر كرونرود أن أفضل عمل له هو مساعدة الآخرين، والأهم من ذلك، المرضى الميؤوس من شفائهم. لقد أنفق ثروته في تطوير المليل من مستخلص الحليب الحامض لمرضى السرطان، لسد النقص في الأنابول، وهو دواء باهظ الثمن تم تطويره بكميات صغيرة من قبل أحد معارفه بوجدانوف في بلغاريا. لقد وُعد لكنه لم يحصل على مختبر لاختبارات الحيوانات، لذلك اختبر الدواء على نفسه. لم يكن لدى كرونرود شهادة في الطب، لكنه كان على دراية جيدة بالطب. كان ميليل هو الملاذ الأخير للمرضى المصابين بأمراض خطيرة وقد تم إعطاؤه من قبل الأطباء في حالة واحدة في جناح مستشفى مخصص للعلاجات بطريقة كرونرود. كرونرود نفسه لم يقم بإعطاء الدواء للمرضى مطلقًا، ومن خلال الأطباء كان يقدمه مجانًا. لم تتم الموافقة على الدواء وتم رفع قضية جنائية ضده. استعاد سجلات بحثه عندما طلب أحد أقارب المدعي ميليل للعلاج وتم رفض القضية. لقد تعافى ببطء عندما أوقفت سكتة دماغية كلامه وقدرته على القراءة والكتابة، لكنه اضطر إلى الاستقالة من البعثة الجيوفيزيائية المركزية وأوقف كل عمله في الرياضيات. لقد أنقذ حياته بطلب نقعه في حوض من الماء الساخن جدًا لعدة ساعات بعد إصابته بسكتة دماغية ثانية. توفي في 6 أكتوبر 1986 إثر سكتة دماغية ثالثة.